# A Simpson család epizódjainak listája (1–19. évad)
A Simpson család amerikai animációs sorozat, melynek ezidáig 36 évadja és 790 epizódja van. A sorozatnak eddig az első 18, valamint a 20. évadja jelent meg DVD-n, a 19. évad pedig digitálisan jelent meg. Ez a szócikk az első 19 évad epizódjait mutatja be. A 20. és 29. évad között az ismertetést A Simpson család epizódjainak listája (20–29. évad) szócikk tartalmazza. A 30. évadtól pedig A Simpson család epizódjainak listája (30. évadtól) című szócikk tartalmazza az ismertetést.

## Évados áttekintés
| Évad | Évad | Epizódok | Eredeti sugárzás     | Eredeti sugárzás    | Eredeti adó          | Magyar sugárzás      | Magyar sugárzás      | Magyar adó |
| Évad | Évad | Epizódok | Évadpremier          | Évadfinálé          | Eredeti adó          | Évadpremier          | Évadfinálé           | Magyar adó |
| ---- | ---- | -------- | -------------------- | ------------------- | -------------------- | -------------------- | -------------------- | ---------- |
|      | 1    | 13       | 1989. december 17.   | 1990. május 13.     |                      | 1998. szeptember 14. | 1998. szeptember 30. |            |
|      | 2    | 22       | 1990. október 11.    | 1991. július 11.    | 1998. október 1.     | 1998. október 30.    |                      |            |
|      | 3    | 24       | 1991. szeptember 19. | 1992. augusztus 27. | 1998. november 2.    | 1998. december 16.   |                      |            |
|      | 4    | 22       | 1992. szeptember 24. | 1993. május 13.     | 1998. december 9.    | 1999. január 14.     |                      |            |
|      | 5    | 22       | 1993. szeptember 30. | 1994. május 19.     | 1999. január 15.     | 1999. február 15.    |                      |            |
|      | 6    | 25       | 1994. szeptember 4.  | 1995. május 21.     | 2000. december 23.   | 2001. március 17.    |                      |            |
|      | 7    | 25       | 1995. szeptember 17. | 1996. május 19.     | 2001. január 28.     | 2001. március 4.     |                      |            |
|      | 8    | 25       | 1996. október 27.    | 1997. május 18.     | 2001. március 18.    | 2001. június 30.     |                      |            |
|      | 9    | 25       | 1997. szeptember 21. | 1998. május 17.     | 2001. május 27.      | 2001. augusztus 25.  |                      |            |
|      | 10   | 23       | 1998. augusztus 23.  | 1999. május 16.     | 2001. augusztus 26.  | 2001. november 18.   |                      |            |
|      | 11   | 22       | 1999. szeptember 26. | 2000. május 21.     | 2001. november 24.   | 2002. február 9.     |                      |            |
|      | 12   | 21       | 2000. november 1.    | 2001. május 20.     | 2001. december 12.   | 2002. június 23.     |                      |            |
|      | 13   | 22       | 2001. november 6.    | 2002. május 22.     | 2002. szeptember 15. | 2002. október 26.    |                      |            |
|      | 14   | 22       | 2002. november 3.    | 2003. május 18.     | 2004. március 1.     | 2004. március 30.    |                      |            |
|      | 15   | 22       | 2003. november 2.    | 2004. május 23.     | 2005. december 24.   | 2006. május 27.      |                      |            |
|      | 16   | 21       | 2004. november 7.    | 2005. május 15.     | 2006. március 11.    | 2006. május 20.      |                      |            |
|      | 17   | 22       | 2005. szeptember 11. | 2006. május 21.     | 2006. szeptember 14. | 2006. október 13.    |                      |            |
|      | 18   | 22       | 2006. szeptember 10. | 2007. május 20.     | 2008. január 23.     | 2008. február 22.    |                      |            |
|      | 19   | 20       | 2007. szeptember 23. | 2008. május 18.     | 2008. szeptember 29. | 2008. október 28.    |                      |            |
|      | 20   | 21       | 2008. szeptember 28. | 2009. május 17.     | 2009. december 28.   | 2010. január 25.     |                      |            |
|      | 21   | 23       | 2009. szeptember 27. | 2010. május 23.     | 2011. november 6.    | 2012. március 4.     |                      |            |
|      | 22   | 22       | 2010. szeptember 26. | 2011. május 22.     | 2012. március 11.    | 2012. május 20.      |                      |            |
|      | 23   | 22       | 2011. szeptember 25. | 2012. május 20.     | 2012. október 21.    | 2013. január 20.     |                      |            |
|      | 24   | 22       | 2012. szeptember 30. | 2013. május 19.     | 2013. március 24.    | 2013. augusztus 30.  |                      |            |
|      | 25   | 22       | 2013. szeptember 29. | 2014. május 18.     | 2014. február 7.     | 2014. június 6.      |                      |            |
|      | 26   | 22       | 2014. szeptember 28. | 2015. május 17.     | 2015. május 29.      | 2015. augusztus 7.   |                      |            |
|      | 27   | 22       | 2015. szeptember 27. | 2016. május 22.     | 2016. június 17.     | 2016. július 1.      |                      |            |
|      | 28   | 22       | 2016. szeptember 25. | 2017. május 21.     | 2016. november 18.   | 2017. június 9.      |                      |            |
|      | 29   | 21       | 2017. október 1.     | 2018. május 20.     | 2017. november 10.   | 2018. december 4.    | ,                    |            |
|      | 30   | 23       | 2018. szeptember 30. | 2019. május 12.     | 2019. május 7.       | 2019. december 4.    |                      |            |
|      | 31   | 22       | 2019. szeptember 29. | 2020. május 17.     | 2020. december 31.   | 2021. január 1.      |                      |            |
|      | 32   | 22       | 2020. szeptember 27. | 2021. május 23.     | 2022. október 6.     | 2022. november 1.    |                      |            |
|      | 33   | 22       | 2021. szeptember 26. | 2022. május 22.     | TBA                  | TBA                  | TBA                  |            |
|      | 34   | 22       | 2022. szeptember 25. | 2023. május 21.     | TBA                  | TBA                  | TBA                  |            |
|      | 35   | 18       | 2023. október 1.     | 2024. május 19.     | TBA                  | TBA                  | TBA                  |            |
|      | 36   | 22       | 2024. szeptember 29. | 2025. május 18.     | TBA                  | TBA                  | TBA                  |            |
|      | 37   | 17       | 2025. szeptember 28. | 2026.               | TBA                  | TBA                  | TBA                  |            |
|      | 38   | 17       | 2026.                | 2027.               | TBA                  | TBA                  | TBA                  |            |
|      | 39   | 17       | 2027.                | 2028.               | TBA                  | TBA                  | TBA                  |            |
|      | 40   | 17       | 2028.                | 2029.               | TBA                  | TBA                  | TBA                  |            |

## 1. évad (1989-1990)
| Sor. | Év. | Cím                                                                 | Rendező                            | Író                                                    | Premier                                 | Nézettség    |
| ---- | --- | ------------------------------------------------------------------- | ---------------------------------- | ------------------------------------------------------ | --------------------------------------- | ------------ |
| 1.   | 1.  | A Simpson család karácsonya (Simpsons Roasting on an Open Fire)     | David Silverman                    | Mimi Pond                                              | 1989. december 17. 1998. szeptember 23. | 26,70 millió |
| 2.   | 2.  | Bart, a zseni (Bart the Genius)                                     | David Silverman                    | Jon Vitti                                              | 1990. január 14. 1998. szeptember 15.   | 24,50 millió |
| 3.   | 3.  | Homer(osz) odüsszeiája (Homer's Odyssey)                            | Wesley Archer                      | Jay Kogen & Wallace Wolodarsky                         | 1990. január 21. 1998. szeptember 16.   | 27,50 millió |
| 4.   | 4.  | Mindenhol jó, de miért vagy itthon? (There's No Disgrace Like Home) | Gregg Vanzo & Kent Butterworth     | Al Jean & Mike Reiss                                   | 1990. január 28. 1998. szeptember 17.   | 20,20 millió |
| 5.   | 5.  | Bart tábornok (Bart the General)                                    | David Silverman                    | John Swartzwelder                                      | 1990. február 4. 1998. szeptember 18.   | 27,10 millió |
| 6.   | 6.  | Lisa és a világfájdalom (Moaning Lisa)                              | Wesley Archer                      | Al Jean & Mike Reiss                                   | 1990. február 11. 1998. szeptember 21.  | 27,40 millió |
| 7.   | 7.  | Vissza a természetbe (The Call of the Simpsons)                     | Wesley Archer                      | John Swartzwelder                                      | 1990. február 18. 1998. szeptember 24.  | 27,60 millió |
| 8.   | 8.  | A beszélő fej (The Telltale Head)                                   | Rich Moore                         | Al Jean, Mike Reiss, Sam Simon & Matt Groening         | 1990. február 25. 1998. szeptember 22.  | 28,00 millió |
| 9.   | 9.  | Kalandra fel! (Life on the Fast Lane)                               | David Silverman                    | John Swartzwelder                                      | 1990. március 18. 1998. szeptember 28.  | 33,50 millió |
| 10.  | 10. | Homer mulat (Homer's Night Out)                                     | Rich Moore                         | Jon Vitti                                              | 1990. március 25. 1998. szeptember 25.  | 30,30 millió |
| 11.  | 11. | Csere-bere fogadom (The Crepes of Wrath)                            | Wesley Archer & Milton Gray        | George Meyer, Sam Simon, John Swartzwelder & Jon Vitti | 1990. április 15. 1998. szeptember 30.  | 31,20 millió |
| 12.  | 12. | Ropi letartóztatásban (Krusty Gets Busted)                          | Brad Bird                          | Jay Kogen & Wallace Wolodarsky                         | 1990. április 29. 1998. szeptember 29.  | 30,40 millió |
| 13.  | 13. | Még egy ilyen remek estét! (Some Enchanted Evening)                 | David Silverman & Kent Butterworth | Matt Groening & Sam Simon                              | 1990. május 13. 1998. szeptember 14.    | 27,10 millió |

## 2. évad (1990-1991)
| Sor. | Év. | Cím                                                                      | Rendező             | Író                                | Premier                              | Nézettség    |
| ---- | --- | ------------------------------------------------------------------------ | ------------------- | ---------------------------------- | ------------------------------------ | ------------ |
| 14.  | 1.  | Bukta van (Bart Gets an 'F')                                             | David Silverman     | David M. Stern                     | 1990. október 11. 1998. október 5.   | 33,60 millió |
| 15.  | 2.  | A haj hatalma (Simpson and Delilah)                                      | Rich Moore          | Jon Vitti                          | 1990. október 18. 1998. október 2.   | 29,90 millió |
| 16.  | 3.  | Rémségek Simpson háza I. (Treehouse of Horror)                           | Wes Archer          | John Swartzwelder                  | 1990. október 25. 1998. október 6.   | 27,40 millió |
| 17.  | 4.  | A háromszemű hal (Two Cars in Every Garage and Three Eyes on Every Fish) | Wes Archer          | Sam Simon & John Swartzwelder      | 1990. november 1. 1998. október 1.   | 26,10 millió |
| 18.  | 5.  | Homer, a kabala (Dancin' Homer)                                          | Mark Kirkland       | Ken Levine & David Isaacs          | 1990. november 8. 1998. október 7.   | 26,10 millió |
| 19.  | 6.  | Minigolf verseny (Dead Putting Society)                                  | Rich Moore          | Jeff Martin                        | 1990. november 15. 1998. október 12. | 25,40 millió |
| 20.  | 7.  | Hálaadásnapi szökés (Bart vs. Thanksgiving)                              | David Silverman     | George Meyer                       | 1990. november 22. 1998. október 9.  | 25,90 millió |
| 21.  | 8.  | Bart(or), a kaszkadőr (Bart the Daredevil)                               | Wesley Meyer Archer | Jay Kogen & Wallace Wolodarsky     | 1990. december 6. 1998. október 8.   | 26,20 millió |
| 22.  | 9.  | Frinci, Franci és Marge (Itchy & Scratchy & Marge)                       | Jim Reardon         | John Swartzwelder                  | 1990. december 20. 1998. október 13. | 22,20 millió |
| 23.  | 10. | A műbaleset (Bart Gets Hit by a Car)                                     | Mark Kirkland       | John Swartzwelder                  | 1991. január 10. 1998. október 14.   | 24,80 millió |
| 24.  | 11. | Mérgező hal (One Fish, Two Fish, Blowfish, Blue Fish)                    | Wesley M. Archer    | Nell Scovell                       | 1991. január 24. 1998. október 15.   | 24,20 millió |
| 25.  | 12. | Az érettségi bankett (The Way We Was)                                    | David Silverman     | Al Jean & Mike Reiss and Sam Simon | 1991. január 31. 1998. október 16.   | 26,80 millió |
| 26.  | 13. | Ingyen kábeltévé (Homer vs. Lisa and the 8th Commandment)                | Rich Moore          | Steve Pepoon                       | 1991. február 7. 1998. október 19.   | 26,20 millió |
| 27.  | 14. | Sintér és a szörnyeteg (Principal Charming)                              | Mark Kirkland       | David M. Stern                     | 1991. február 14. 1998. október 21.  | 23,90 millió |
| 28.  | 15. | Homer féltestvére (Oh Brother, Where Art Thou?)                          | W. M. "Bud" Archer  | Jeff Martin                        | 1991. február 21. 1998. október 22.  | 26,80 millió |
| 29.  | 16. | Kiskrampusz levizsgázik (Bart's Dog Gets an 'F')                         | Jim Reardon         | Jon Vitti                          | 1991. március 7. 1998. október 20.   | 23,90 millió |
| 30.  | 17. | Papi örököl (Old Money)                                                  | David Silverman     | Jay Kogen & Wallace Wolodarsky     | 1991. március 28. 1998. október 23.  | 21,20 millió |
| 31.  | 18. | Marge, a festő (Brush with Greatness)                                    | Jim Reardon         | Brian K. Roberts                   | 1991. április 11. 1998. október 26.  | 20,60 millió |
| 32.  | 19. | A helyettesítő tanár (Lisa's Substitute)                                 | Rich Moore          | Jon Vitti                          | 1991. április 25. 1998. október 27.  | 17,70 millió |
| 33.  | 20. | A házassági tanácsadás (The War of the Simpsons)                         | Mark Kirkland       | John Swartzwelder                  | 1991. május 2. 1998. október 28.     | 19,70 millió |
| 34.  | 21. | Közös képregények (Three Men and a Comic Book)                           | Wes M. Archer       | Jeff Martin                        | 1991. május 9. 1998. október 29.     | 21,00 millió |
| 35.  | 22. | Véres hála (Blood Feud)                                                  | David Silverman     | George Meyer                       | 1991. július 11. 1998. október 30.   | 17,30 millió |

## 3. évad (1991-1992)
| Sor. | Év. | Cím                                                                 | Rendező                   | Író                                                                           | Premier                                 | Nézettség    |
| ---- | --- | ------------------------------------------------------------------- | ------------------------- | ----------------------------------------------------------------------------- | --------------------------------------- | ------------ |
| 36.  | 1.  | Ki őrült, ki nem (Stark Raving Dad)                                 | Rich Moore                | Al Jean & Mike Reiss                                                          | 1991. szeptember 19. 1998. november 3.  | 22,90 millió |
| 37.  | 2.  | Lisa meghódítja Washingtont (Mr. Lisa Goes to Washington)           | Wes Archer                | George Meyer                                                                  | 1991. szeptember 26. 1998. november 16. | 20,20 millió |
| 38.  | 3.  | Amikor a Flandersnek nem megy (When Flanders Failed)                | Jim Reardon               | Jon Vitti                                                                     | 1991. október 3. 1998. november 2.      | 22,80 millió |
| 39.  | 4.  | Bart, a gyilkos (Bart the Murderer)                                 | Rich Moore                | John Swartzwelder                                                             | 1991. október 10. 1998. november 18.    | 20,80 millió |
| 40.  | 5.  | Homernak homerja van (Homer Defined)                                | Mark Kirkland             | Howard Gewirtz                                                                | 1991. október 17. 1998. november 19.    | 20,60 millió |
| 41.  | 6.  | Az én apukám (Like Father, Like Clown)                              | Jeffrey Lynch & Brad Bird | Jay Kogen & Wallace Wolodarsky                                                | 1991. október 24. 1998. november 20.    | 20,20 millió |
| 42.  | 7.  | Rémségek Simpson háza II. (Treehouse of Horror II)                  | Jim Reardon               | Al Jean, Mike Reiss, Jeff Martin, George Meyer, Sam Simon & John Swartzwelder | 1991. október 31. 1998. november 17.    | 20,00 millió |
| 43.  | 8.  | Lisa pónija (Lisa's Pony)                                           | Carlos Baeza              | Al Jean & Mike Reiss                                                          | 1991. november 7. 1998. november 23.    | 23,00 millió |
| 44.  | 9.  | Mint a villám (Saturdays of Thunder)                                | Jim Reardon               | Ken Levine & David Isaacs                                                     | 1991. november 14. 1998. november 24.   | 24,70 millió |
| 45.  | 10. | A lángoló Moe (Flaming Moe's)                                       | Rich Moore & Alan Smart   | Robert Cohen                                                                  | 1991. november 21. 1998. november 25.   | 23,90 millió |
| 46.  | 11. | Burns verkaufen das atomerőmű (Burns Verkaufen der Kraftwerk)       | Mark Kirkland             | Jon Vitti                                                                     | 1991. december 5. 1998. november 26.    | 21,10 millió |
| 47.  | 12. | Homer megnősül (I Married Marge)                                    | Jeffrey Lynch             | Jeff Martin                                                                   | 1991. december 26. 1998. november 27.   | 21,90 millió |
| 48.  | 13. | Bart rádió (Radio Bart)                                             | Carlos Baeza              | Jon Vitti                                                                     | 1992. január 9. 1998. november 30.      | 24,20 millió |
| 49.  | 14. | Lisa, a tippmester (Lisa the Greek)                                 | Rich Moore                | Jay Kogen & Wallace Wolodarsky                                                | 1992. január 23. 1998. december 1.      | 23,20 millió |
| 50.  | 15. | Homer egyedül (Homer Alone)                                         | Mark Kirkland             | David M. Stern                                                                | 1992. február 6. 1998. december 3.      | 23,70 millió |
| 51.  | 16. | Bart, a szerető (Bart the Lover)                                    | Carlos Baeza              | Jon Vitti                                                                     | 1992. február 13. 1998. december 7.     | 20,50 millió |
| 52.  | 17. | A csodaütő (Homer at the Bat)                                       | Jim Reardon               | John Swartzwelder                                                             | 1992. február 20. 1998. december 2.     | 24,60 millió |
| 53.  | 18. | Bart, a spicli (Separate Vocations)                                 | Jeffrey Lynch             | George Meyer                                                                  | 1992. február 27. 1998. december 4.     | 23,70 millió |
| 54.  | 19. | A kutyák a Paradicsomba mennek, nem igaz? (Dog of Death)            | Jim Reardon               | John Swartzwelder                                                             | 1992. március 12. 1998. december 8.     | 23,40 millió |
| 55.  | 20. | Homer ezredes (Colonel Homer)                                       | Mark Kirkland             | Matt Groening                                                                 | 1992. március 26. 1998. december 10.    | 25,50 millió |
| 56.  | 21. | Selma férjhez egy (Black Widower)                                   | David Silverman           | Jon Vitti                                                                     | 1992. április 9. 1998. december 11.     | 17,30 millió |
| 57.  | 22. | Otto show (The Otto Show)                                           | Wes Archer                | Jeff Martin                                                                   | 1992. április 23. 1998. december 14.    | 17,50 millió |
| 58.  | 23. | A szerelmes barát (Bart's Friend Falls in Love)                     | Jim Reardon               | Jay Kogen & Wallace Wolodarsky                                                | 1992 . május 7. 1998. december 15.      | 19,50 millió |
| 59.  | 24. | Bátyó, van kölcsön két lepedőd? (Brother, Can You Spare Two Dimes?) | Rich Moore                | John Swartzwelder                                                             | 1992. augusztus 27. 1998. december 16.  | 17,20 millió |

## 4. évad (1992-1993)
| Sor. | Év. | Cím                                                         | Rendező         | Író                                                                       | Premier                                 | Nézettség    |
| ---- | --- | ----------------------------------------------------------- | --------------- | ------------------------------------------------------------------------- | --------------------------------------- | ------------ |
| 60.  | 1.  | Ropi tábor (Kamp Krusty)                                    | Mark Kirkland   | David M. Stern                                                            | 1992. szeptember 24. 1998. december 17. | 21,80 millió |
| 61.  | 2.  | Színház az egész világ (A Streetcar Named Marge)            | Rich Moore      | Jeff Martin                                                               | 1992. október 1. 1998. december 9.      | 18,30 millió |
| 62.  | 3.  | Homer, az eretnek (Homer the Heretic)                       | Jim Reardon     | George Meyer                                                              | 1992. október 8. 1998. december 18.     | 19,30 millió |
| 63.  | 4.  | Lisa, a szépségkirálynő (Lisa the Beauty Queen)             | Mark Kirkland   | Jeff Martin                                                               | 1992. október 15. 1998. december 21.    | 19,00 millió |
| 64.  | 5.  | Rémségek Simpson háza III. (Treehouse of Horror III)        | Carlos Baeza    | Al Jean, Mike Reiss, Jay Kogen, Wallace Wolodarsky, Sam Simon & Jon Vitti | 1992. október 29. 1998. december 23.    | 25,10 millió |
| 65.  | 6.  | Frinci és Franci: A film (Itchy & Scratchy: The Movie)      | Rich Moore      | John Swartzwelder                                                         | 1992. november 3. 1998. december 22.    | 20,10 millió |
| 66.  | 7.  | Marge, az atomerőmű dolgozója (Marge Gets a Job)            | Jeff Lynch      | Bill Oakley & Josh Weinstein                                              | 1992. november 5. 1998. december 24.    | 22,90 millió |
| 67.  | 8.  | Bart barátnője (New Kid on the Block)                       | Wes Archer      | Conan O'Brien                                                             | 1992. november 12. 1998. december 25.   | 23,10 millió |
| 68.  | 9.  | Homer, a hótoló (Mr. Plow)                                  | Jim Reardon     | Jon Vitti                                                                 | 1992. november 19. 1998. december 28.   | 24,00 millió |
| 69.  | 10. | Lisa első szava (Lisa's First Word)                         | Mark Kirkland   | Jeff Martin                                                               | 1992. december 3. 1998. december 29.    | 28,60 millió |
| 70.  | 11. | Homer szívműtéte (Homer's Triple Bypass)                    | David Silverman | Gary Apple & Michael Carrington                                           | 1992. december 17. 1998. december 30.   | 23,60 millió |
| 71.  | 12. | Nyeregvasút Springfieldben (Marge vs. the Monorail)         | Rich Moore      | Conan O'Brien                                                             | 1993. január 14. 1998. december 31.     | 23,00 millió |
| 72.  | 13. | Selma választása (Selma's Choice)                           | Carlos Baeza    | David M. Stern                                                            | 1993. január 21. 1999. január 1.        | 24,50 millió |
| 73.  | 14. | A nagytestvér (Brother from the Same Planet)                | Jeff Lynch      | Jon Vitti                                                                 | 1993. február 4. 1999. január 4.        | 23,80 millió |
| 74.  | 15. | Szeretem Lisát (I Love Lisa)                                | Wes Archer      | Frank Mula                                                                | 1993. február 11. 1999. január 5.       | 25,20 millió |
| 75.  | 16. | Sörtelenül (Duffless)                                       | Jim Reardon     | David M. Stern                                                            | 1993. február 18. 1999. január 6.       | 25,70 millió |
| 76.  | 17. | Homer, a szakszervezeti bizalmi (Last Exit to Springfield)  | Mark Kirkland   | Jay Kogen & Wallace Wolodarsky                                            | 1993. március 11. 1999. január 7.       | 22,40 millió |
| 77.  | 18. | Alkotói válság (So It's Come to This: A Simpsons Clip Show) | Carlos Baeza    | Jon Vitti                                                                 | 1993. április 1. 1999. január 11.       | 25,50 millió |
| 78.  | 19. | Lisa és Bart rajzfilmje (The Front)                         | Rich Moore      | Adam I. Lapidus                                                           | 1993. április 15. 1999. január 8.       | 20,10 millió |
| 79.  | 20. | A kígyókat agyonütik, nem igaz? (Whacking Day)              | Jeff Lynch      | John Swartzwelder                                                         | 1993. április 29. 1999. január 12.      | 20,00 millió |
| 80.  | 21. | Marge, börtönben (Marge in Chains)                          | Jim Reardon     | Bill Oakley & Josh Weinstein                                              | 1993. május 6. 1999. január 14.         | 17,30 millió |
| 81.  | 22. | Ropit lekapcsolják (Krusty Gets Kancelled)                  | David Silverman | John Swartzwelder                                                         | 1993. május 13. 1999. január 13.        | 19,40 millió |

## 5. évad (1993-1994)
| Sor. | Év. | Cím                                                         | Rendező         | Író                                                                                       | Premier                               | Nézettség    |
| ---- | --- | ----------------------------------------------------------- | --------------- | ----------------------------------------------------------------------------------------- | ------------------------------------- | ------------ |
| 82.  | 1.  | Homer kvartettje (Homer's Barbershop Quartet)               | Mark Kirkland   | Jeff Martin                                                                               | 1993. szeptember 30. 1999. január 15. | 19,90 millió |
| 83.  | 2.  | A rettegés foka (Cape Feare)                                | Rich Moore      | Jon Vitti                                                                                 | 1993. október 7. 1999. január 18.     | 20,00 millió |
| 84.  | 3.  | Homer egyetemre megy (Homer Goes to College)                | Jim Reardon     | Conan O'Brien                                                                             | 1993. október 14. 1999. január 20.    | 18,10 millió |
| 85.  | 4.  | Burns, az aranypolgár (Rosebud)                             | Wes Archer      | John Swartzwelder                                                                         | 1993. október 21. 1999. január 19.    | 19,50 millió |
| 86.  | 5.  | Rémségek Simpson háza IV. (Treehouse of Horror IV)          | David Silverman | Conan O'Brien, Bill Oakley, Josh Weinstein, Greg Daniels, Dan McGrath and Bill Canterbury | 1993. október 28. 1999. január 22.    | 24,00 millió |
| 87.  | 6.  | Marge és Ruth (Marge on the Lam)                            | Mark Kirkland   | Bill Canterbury                                                                           | 1993. november 4. 1999. január 21.    | 21,70 millió |
| 88.  | 7.  | Bart és a belső gyermek (Bart's Inner Child)                | Bob Anderson    | George Meyer                                                                              | 1993. november 11. 1999. január 25.   | 18,70 millió |
| 89.  | 8.  | Apa és fia a vadvizeken (Boy-Scoutz 'n the Hood)            | Jeffrey Lynch   | Dan McGrath                                                                               | 1993. november 18. 1999. január 26.   | 20,10 millió |
| 90.  | 9.  | Homer utolsó megkísértése (The Last Temptation of Homer)    | Carlos Baeza    | Frank Mula                                                                                | 1993. december 9. 1999. január 27.    | 20,60 millió |
| 91.  | 10. | $pringfield ($pringfield)                                   | Wes Archer      | Bill Oakley & Josh Weinstein                                                              | 1993. december 16. 1999. január 28.   | 17,90 millió |
| 92.  | 11. | Homer őrködik (Homer the Vigilante)                         | Jim Reardon     | John Swartzwelder                                                                         | 1994. január 6. 1999. január 29.      | 20,10 millió |
| 93.  | 12. | Bart híres lesz (Bart Gets Famous)                          | Susie Dietter   | John Swartzwelder                                                                         | 1994. február 3. 1999. február 2.     | 20,00 millió |
| 94.  | 13. | Homer és Apu (Homer and Apu)                                | Mark Kirkland   | Greg Daniels                                                                              | 1994. február 10. 1999. február 1.    | 21,80 millió |
| 95.  | 14. | Lisa vs. Malibu Stacy (Lisa vs. Malibu Stacy)               | Jeffrey Lynch   | Bill Oakley & Josh Weinstein                                                              | 1994. február 17. 1999. február 3.    | 20,50 millió |
| 96.  | 15. | Homer az űrben (Deep Space Homer)                           | Carlos Baeza    | David Mirkin                                                                              | 1994. február 24. 1999. február 4.    | 18,20 millió |
| 97.  | 16. | Homer és Ned barátsága (Homer Loves Flanders)               | Wes Archer      | David Richardson                                                                          | 1994. március 17. 1999. február 5.    | 18,00 millió |
| 98.  | 17. | Bart elefántot kap (Bart Gets an Elephant)                  | Jim Reardon     | John Swartzwelder                                                                         | 1994. március 31. 1999. február 8.    | 17,00 millió |
| 99.  | 18. | Burns örököse (Burns' Heir)                                 | Mark Kirkland   | Jace Richdale                                                                             | 1994. április 14. 1999. február 9.    | 14,70 millió |
| 100. | 19. | Igazgatók alkonya (Sweet Seymour Skinner's Baadasssss Song) | Bob Anderson    | Bill Oakley & Josh Weinstein                                                              | 1994. április 28. 1999. február 10.   | 19,70 millió |
| 101. | 20. | A fiú, aki túl sokat tudott (The Boy Who Knew Too Much)     | Jeffrey Lynch   | John Swartzwelder                                                                         | 1994. május 5. 1999. február 11.      | 15,50 millió |
| 102. | 21. | Bouvier asszony szeretője (Lady Bouvier's Lover)            | Wes Archer      | Bill Oakley & Josh Weinstein                                                              | 1994. május 12. 1999. február 15.     | 15,10 millió |
| 103. | 22. | A sikeres házasság titka (Secrets of a Successful Marriage) | Carlos Baeza    | Greg Daniels                                                                              | 1994. május 19. 1999. február 12.     | 15,60 millió |

## 6. évad (1994-1995)
| Sor. | Év. | Cím                                                                | Rendező              | Író                                                     | Premier                                 | Nézettség    |
| ---- | --- | ------------------------------------------------------------------ | -------------------- | ------------------------------------------------------- | --------------------------------------- | ------------ |
| 104. | 1.  | Bart az ablakban (Bart of Darkness)                                | Jim Reardon          | Dan McGrath                                             | 1994. szeptember 4. 2000. december 23.  | 15,10 millió |
| 105. | 2.  | Lisa riválisa (Lisa's Rival)                                       | Mark Kirkland        | Mike Scully                                             | 1994. szeptember 11. 2000. december 23. | 16,70 millió |
| 106. | 3.  | Romantikus Simpson -válogatás (Another Simpsons Clip Show)         | David Silverman      | Jon Vitti                                               | 1994. szeptember 25. 2001. március 4.   | 13,50 millió |
| 107. | 4.  | A Frinci és Franci vidámpark (Itchy & Scratchy Land)               | Wes Archer           | John Swartzwelder                                       | 1994. október 2. 2000. december 24.     | 14,80 millió |
| 108. | 5.  | Balfék Bobot polgármesternek! (Sideshow Bob Roberts)               | Mark Kirkland        | Bill Oakley & Josh Weinstein                            | 1994. október 9. 2000. december 24.     | 14,40 millió |
| 109. | 6.  | A rémségek Simpson háza V. (Treehouse of Horror V)                 | Jim Reardon          | Greg Daniels, Dan McGrath, David S. Cohen & Bob Kushell | 1994. október 30. 2000. december 30.    | 22,20 millió |
| 110. | 7.  | Bart ördögi barátnője (Bart's Girlfriend)                          | Susie Dietter        | Jonathan Collier                                        | 1994. november 6. 2000. december 30.    | 15,30 millió |
| 111. | 8.  | Lisa a jégen (Lisa on Ice)                                         | Bob Anderson         | Mike Scully                                             | 1994. november 13. 2000. december 31.   | 17,90 millió |
| 112. | 9.  | Homer, a szörnyeteg (Homer Badman)                                 | Jeff Lynch           | Greg Daniels                                            | 1994. november 27. 2000. december 31.   | 17,00 millió |
| 113. | 10. | Nagypapa kontra potenciazavar (Grampa vs. Sexual Inadequacy)       | Wes Archer           | Bill Oakley & Josh Weinstein                            | 1994. december 4. 2001. január 6.       | 14,10 millió |
| 114. | 11. | Félelem a repüléstől (Fear of Flying)                              | Mark Kirkland        | David Sacks                                             | 1994. december 18. 2001. január 6.      | 15,60 millió |
| 115. | 12. | Nagy Homer (Homer the Great)                                       | Jim Reardon          | John Swartzwelder                                       | 1995. január 8. 2001. január 7.         | 20,10 millió |
| 116. | 13. | És megszületett a harmadik (And Maggie Makes Three)                | Swinton O. Scott III | Jennifer Crittenden                                     | 1995. január 22. 2001. január 7.        | 17,30 millió |
| 117. | 14. | Bart üstököse (Bart's Comet)                                       | Bob Anderson         | John Swartzwelder                                       | 1995. február 5. 2001. január 13.       | 18,70 millió |
| 118. | 15. | Homie, a bohóc (Homie the Clown)                                   | David Silverman      | John Swartzwelder                                       | 1995. február 12. 2001. január 13.      | 17,60 millió |
| 119. | 16. | Bart kontra Ausztrália (Bart vs. Australia)                        | Wes Archer           | Bill Oakley & Josh Weinstein                            | 1995. február 19. 2001. január 14.      | 15,10 millió |
| 120. | 17. | Homer kontra Petty és Selma (Homer vs. Patty and Selma)            | Mark Kirkland        | Brent Forrester                                         | 1995. február 26. 2001. január 14.      | 18,90 millió |
| 121. | 18. | Burns, a filmcsillag (A Star Is Burns)                             | Susie Dietter        | Ken Keeler                                              | 1995. március 5. 2001. március 4.       | 14,40 millió |
| 122. | 19. | Lisa esküvője (Lisa's Wedding)                                     | Jim Reardon          | Greg Daniels                                            | 1995. március 19. 2001. január 20.      | 14,40 millió |
| 123. | 20. | Két tucat kölyök és egy agár (Two Dozen and One Greyhounds)        | Bob Anderson         | Mike Scully                                             | 1995. április 9. 2001. január 20.       | 11,60 millió |
| 124. | 21. | Sztrájkoló tanárok (The PTA Disbands)                              | Swinton O. Scott III | Jennifer Crittenden                                     | 1995. április 16. 2001. január 21.      | 11,80 millió |
| 125. | 22. | Lisa bálványa (Round Springfield)                                  | Steven Dean Moore    | Joshua Sternin & Jeffrey Ventimilia                     | 1995. április 30. 2001. március 17.     | 12,60 millió |
| 126. | 23. | A Sprigfieldi kapcsolat (The Springfield Connection)               | Mark Kirkland        | Jonathan Collier                                        | 1995. május 7. 2001. január 21.         | 12,70 millió |
| 127. | 24. | Trójai citromfa (Lemon of Troy)                                    | Jim Reardon          | Brent Forrester                                         | 1995. május 14. 2001. január 27.        | 13,10 millió |
| 128. | 25. | Ki lőtte le Mr. Burnst? (1. rész) (Who Shot Mr. Burns? (Part One)) | Jeffrey Lynch        | Bill Oakley & Josh Weinstein                            | 1995. május 21. 2001. január 27.        | 15,00 millió |

## 7. évad (1995-1996)
| Sor. | Év. | Cím | Rendező              | Író | Premier                               | Nézettség    |
| ---- | --- | --- | -------------------- | --- | ------------------------------------- | ------------ |
| 129. | 1.  | Ki lőtte le Mr. Burnst? (2. rész) (Who Shot Mr. Burns? (Part Two))                                        | Wes Archer           | Bill Oakley & Josh Weinstein | 1995. szeptember 17. 2001. január 28. | 16,00 millió |
| 130. | 2.  | Radioaktív ember (Radioactive Man)                                                                        | Susie Dietter        | John Swartzwelder | 1995. szeptember 24. 2001. január 28. | 15,70 millió |
| 131. | 3.  | Otthon édes otthon dumm-diddly-doo (Home Sweet Homediddly-Dum-Doodily)                                    | Susie Dietter        | Jon Vitti | 1995. október 1. 2001. február 3.     | 14,50 millió |
| 132. | 4.  | Bart eladja a lelkét (Bart Sells His Soul)                                                                | Wes Archer           | Greg Daniels | 1995. október 8. 2001. február 3.     | 14,80 millió |
| 133. | 5.  | Lisa, a vegetáriánus (Lisa the Vegetarian)                                                                | Mark Kirkland        | David S. Cohen | 1995. október 15. 2001. február 4.    | 14,60 millió |
| 134. | 6.  | Rémségek Simpson háza IV. (Treehouse of Horror VI)                                                        | Bob Anderson         | John Swartzwelder, Steve Tompkins & David S. Cohen | 1995. október 29. 2001. február 4.    | 19,70 millió |
| 135. | 7.  | Túlsúlyos Homer (King-Size Homer)                                                                         | Jim Reardon          | Dan Greaney | 1995. november 5. 2001. február 10.   | 17,00 millió |
| 136. | 8.  | Simpson anyuka (Mother Simpson)                                                                           | David Silverman      | Richard Appel | 1995. november 19. 2001. február 10.  | 15,30 millió |
| 137. | 9.  | Balfék Bob utolsó tündöklése (Sideshow Bob's Last Gleaming)                                               | Dominic Polcino      | Spike Feresten | 1995. november 26. 2001. február 11.  | 14,20 millió |
| 138. | 10. | A jubileumi 138. epizód (The Simpsons 138th Episode Spectacular)                                          | David Silverman      | Jon Vitti | 1995. december 3. 2001. március 17.   | 16,40 millió |
| 139. | 11. | Marge csalódik Bartban (Marge Be Not Proud)                                                               | Steven Dean Moore    | Mike Scully | 1995. december 17. 2001. február 11.  | 16,70 millió |
| 140. | 12. | A Homer -csapat (Team Homer)                                                                              | Mark Kirkland        | Mike Scully | 1996. január 7. 2001. február 17.     | 16,70 millió |
| 141. | 13. | Rossz szomszédság (Two Bad Neighbors)                                                                     | Wes Archer           | Ken Keeler | 1996. január 14. 2001. február 17.    | 16,50 millió |
| 142. | 14. | Marge új ruhája (Scenes from the Class Struggle in Springfield)                                           | Susie Dietter        | Jennifer Crittenden | 1996. február 4. 2001. február 18.    | 14,40 millió |
| 143. | 15. | A világ legnagyobb adócsalója (Bart the Fink)                                                             | Jim Reardon          | John Swartzwelder | 1996. február 11. 2001. február 18.   | 15,00 millió |
| 144. | 16. | Lisa, az illúzióromboló (Lisa the Iconoclast)                                                             | Mike B. Anderson     | Jonathan Collier | 1996. február 18. 2001. február 24.   | 13,40 millió |
| 145. | 17. | Homerból Smithers (Homer the Smithers)                                                                    | Steven Dean Moore    | John Swartzwelder | 1996. február 25. 2001. február 24.   | 14,10 millió |
| 146. | 18. | A nap, amikor az erőszak meghalt (The Day the Violence Died)                                              | Wes Archer           | John Swartzwelder | 1996. március 17. 2001. február 25.   | 14,40 millió |
| 147. | 19. | A hal neve:Selma (A Fish Called Selma)                                                                    | Mark Kirkland        | Jack Barth | 1996. március 24. 2001. február 25.   | 12,90 millió |
| 148. | 20. | Bart utazása (Bart on the Road)                                                                           | Swinton O. Scott III | Richard Appel | 1996. március 31. 2001. március 3.    | 11,80 millió |
| 149. | 21. | 22 rövidfilm Springfieldről (22 Short Films About Springfield)                                            | Jim Reardon          | Richard Appel, David S. Cohen, Jonathan Collier, Jennifer Crittenden, Greg Daniels, Brent Forrester, Rachel Pulido, Steve Tompkins, Bill Oakley, Josh Weinstein and Matt Groening | 1996. április 14. 2001. március 3.    | 10,50 millió |
| 150. | 22. | A sátánhalak kincse (Raging Abe Simpson and His Grumbling Grandson in "The Curse of the Flying Hellfish") | Jeffrey Lynch        | Jonathan Collier | 1996. április 28. 2001. március 4.    | 13,00 millió |
| 151. | 23. | Semmi többet Apuról (Much Apu About Nothing)                                                              | Susie Dietter        | David S. Cohen | 1996. május 5. 2001. március 4.       | 11,30 millió |
| 152. | 24. | Ágyúgolyó Homer (Homerpalooza)                                                                            | Wes Archer           | Brent Forrester | 1996. május 19. 2001. március 4.      | 12,90 millió |
| 153. | 25. | Lisa nyári barátai (Summer of 4 Ft. 2)                                                                    | Mark Kirkland        | Dan Greaney | 1996. május 19. 2001. március 4.      | 14,70 millió |

## 8. évad (1996-1997)
| Sor. | Év. | Cím                                                                    | Rendező           | Író                                            | Premier                              | Nézettség    |
| ---- | --- | ---------------------------------------------------------------------- | ----------------- | ---------------------------------------------- | ------------------------------------ | ------------ |
| 154. | 1.  | Rémségek Simpson háza VII (Treehouse of Horror VII)                    | Mike B. Anderson  | Ken Keeler, Dan Greaney & David S. Cohen       | 1996. október 27. 2001. március 18.  | 18,30 millió |
| 155. | 2.  | Csak kétszer élhetsz (You Only Move Twice)                             | Mike B. Anderson  | John Swartzwelder                              | 1996. november 3. 2001. március 18.  | 13,90 millió |
| 156. | 3.  | Homer a ringben (The Homer They Fall)                                  | Mark Kirkland     | Jonathan Collier                               | 1996. november 10. 2001. március 24. | 17,00 millió |
| 157. | 4.  | Burns Baby Burns (Burns, Baby Burns)                                   | Jim Reardon       | Ian Maxtone-Graham                             | 1996. november 17. 2001. március 24. | 12,60 millió |
| 158. | 5.  | Bart az éjszakában (Bart After Dark)                                   | Dominic Polcino   | Richard Appel                                  | 1996. november 24. 2001. március 25. | 14,10 millió |
| 159. | 6.  | Milhouse szülei elválnak (A Milhouse Divided)                          | Steven Dean Moore | Steve Tompkins                                 | 1996. december 1. 2001. március 25.  | 12,80 millió |
| 160. | 7.  | Lisa és Nelson kapcsolata (Lisa's Date with Density)                   | Susie Dietter     | Mike Scully                                    | 1996. december 15. 2001. március 31. |              |
| 161. | 8.  | Hurrikán Neddy (Hurricane Neddy)                                       | Bob Anderson      | Steve Young                                    | 1996. december 29. 2001. március 31. |              |
| 162. | 9.  | Homer misztikus utazása (The Mysterious Voyage of Homer)               | Jim Reardon       | Ken Keeler                                     | 1997. január 5. 2001. június 30.     | 14,90 millió |
| 163. | 10. | A Springfield-akták (The Springfield Files)                            | Steven Dean Moore | Reid Harrison                                  | 1997. január 12. 2001. április 1.    | 20,90 millió |
| 164. | 11. | A háziasszony perece (The Twisted World of Marge Simpson)              | Chuck Sheetz      | Jennifer Crittenden                            | 1997. január 19. 2001. április 1.    | 14,00 millió |
| 165. | 12. | Az őrület hegye (Mountain of Madness)                                  | Mark Kirkland     | John Swartzwelder                              | 1997. február 2. 2001. április 8.    | 9,10 millió  |
| 166. | 13. | Sherry Poppins (Simpsoncalifragilisticexpiala(Annoyed Grunt)cious)     | Chuck Sheetz      | Al Jean & Mike Reiss                           | 1997. február 7. 2001. április 14.   | 17,70 millió |
| 167. | 14. | Frinci és Franci és Kutyuli Show (The Itchy & Scratchy & Poochie Show) | Steven Dean Moore | David S. Cohen                                 | 1997. február 9. 2001. április 15.   | 15,50 millió |
| 168. | 15. | Hom(er)ofóbia (Homer's Phobia)                                         | Mike B. Anderson  | Ron Hauge                                      | 1997. február 16. 2001. április 21.  | 15,30 millió |
| 169. | 16. | Én és a kisöcsém (Brother from Another Series)                         | Pete Michels      | Ken Keeler                                     | 1997. február 23. 2001. április 29.  | 15,10 millió |
| 170. | 17. | Lisa, a babysitter (My Sister, My Sitter)                              | Jim Reardon       | Dan Greaney                                    | 1997. március 2. 2001. április 28.   | 15,10 millió |
| 171. | 18. | Homer kontra szesztilalom (Homer vs. the Eighteenth Amendment)         | Bob Anderson      | John Swartzwelder                              | 1997. március 16. 2001. április 22.  | 14,60 millió |
| 172. | 19. | Seymour és Edna (Grade School Confidential)                            | Susie Dietter     | Rachel Pulido                                  | 1997. április 6. 2001. május 5.      | 13,30 millió |
| 173. | 20. | Az új kutya (The Canine Mutiny)                                        | Dominic Polcino   | Ron Hauge                                      | 1997. április 13. 2001. május 6.     |              |
| 174. | 21. | Lisa és az öregember (The Old Man and the Lisa)                        | Mark Kirkland     | John Swartzwelder                              | 1997. április 20. 2001. május 12.    | 14,00 millió |
| 175. | 22. | Marge, a hallgató hölgy (In Marge We Trust)                            | Steven Dean Moore | Donick Cary                                    | 1997. április 27. 2001. május 13.    | 16,90 millió |
| 176. | 23. | Homer ellensége (Homer's Enemy)                                        | Jim Reardon       | John Swartzwelder                              | 1997. május 4. 2001. május 19.       | 11,80 millió |
| 177. | 24. | Ha a Simpsonékról sorozat készülne (The Simpsons Spin-Off Showcase)    | Neil Affleck      | David S. Cohen, Dan Greaney and Steve Tompkins | 1997. május 11. 2001. május 20.      | 11,60 millió |
| 178. | 25. | Lisa Simpson titkos háborúja (The Secret War of Lisa Simpson)          | Mike B. Anderson  | Richard Appel                                  | 1997. május 18. 2001. május 26.      | 12,70 millió |

## 9. évad (1997-1998)
| Sor. | Év. | Cím                                                                    | Rendező           | Író                                         | Premier                               | Nézettség    |
| ---- | --- | ---------------------------------------------------------------------- | ----------------- | ------------------------------------------- | ------------------------------------- | ------------ |
| 179. | 1.  | Homer Simpson kontra New York (The City of New York vs. Homer Simpson) | Jim Reardon       | Ian Maxtone-Graham                          | 1997. szeptember 21. 2001. május 27.  | 10,50 millió |
| 180. | 2.  | Az igazgató és a csaló (The Principal and the Pauper)                  | Steven Dean Moore | Ken Keeler                                  | 1997. szeptember 28. 2001. június 2.  | 14,90 millió |
| 181. | 3.  | Lisa szaxofonja (Lisa's Sax)                                           | Dominic Polcino   | Al Jean                                     | 1997. október 19. 2001. június 3.     | 12,90 millió |
| 182. | 4.  | Rémségek Simpson háza VIII (Treehouse of Horror VIII)                  | Mark Kirkland     | Mike Scully, David S. Cohen & Ned Goldreyer | 1997. október 26. 2001. június 9.     | 10,90 millió |
| 183. | 5.  | Célkeresztben a család (The Cartridge Family)                          | Pete Michels      | John Swartzwelder                           | 1997. november 2. 2001. június 10.    | 10,30 millió |
| 184. | 6.  | Bart, a futballcsillag (Bart Star)                                     | Dominic Polcino   | Donick Cary                                 | 1997. november 9. 2001. június 16.    | 10,60 millió |
| 185. | 7.  | A két Mrs. Nahasapeemapetilon (The Two Mrs. Nahasapeemapetilons)       | Steven Dean Moore | Richard Appel                               | 1997. november 16. 2001. június 17.   | 19,80 millió |
| 186. | 8.  | Lisa, a kételkedő (Lisa the Skeptic)                                   | Neil Affleck      | David S. Cohen                              | 1997. november 23. 2001. június 23.   | 9,30 millió  |
| 187. | 9.  | Marge, az ingatlanügynök (Realty Bites)                                | Swinton Scott     | Dan Greaney                                 | 1997. december 7. 2001. június 24.    | 10,60 millió |
| 188. | 10. | Csoda az Örökzöld teraszon (Miracle on Evergreen Terrace)              | Bob Anderson      | Ron Hauge                                   | 1997. december 21. 2001. július 1.    | 9,60 millió  |
| 189. | 11. | Mindenki énekel és táncol (All Singing, All Dancing)                   | Mark Ervin        | Steve O'Donnell                             | 1998. január 4. 2001. július 7.       | 8,90 millió  |
| 190. | 12. | Karneváli csalók (Bart Carny)                                          | Mark Kirkland     | John Swartzwelder                           | 1998. január 11. 2001. július 8.      | 11,70 millió |
| 191. | 13. | A boldogság szektája (The Joy of Sect)                                 | Steven Dean Moore | Steve O'Donnell                             | 1998. február 8. 2001. július 14.     | 9,40 millió  |
| 192. | 14. | A busz (Das Bus)                                                       | Pete Michels      | David S. Cohen                              | 1998. február 15. 2001. július 15.    | 9,60 millió  |
| 193. | 15. | Ropi utolsó megkísértése (The Last Temptation of Krust)                | Mike B. Anderson  | Donick Cary                                 | 1998. február 22. 2001. július 21.    | 9,50 millió  |
| 194. | 16. | Moe barátnője (Dumbbell Indemnity)                                     | Dominic Polcino   | Ron Hauge                                   | 1998. március 1. 2001. július 22.     | 10,30 millió |
| 195. | 17. | Lisa, a Simpson (Lisa the Simpson)                                     | Susie Dietter     | Ned Goldreyer                               | 1998. március 8. 2001. július 28.     | 10,40 millió |
| 196. | 18. | A kis Wiggy (This Little Wiggy)                                        | Neil Affleck      | Dan Greaney                                 | 1998. március 22. 2001. július 29.    | 8,90 millió  |
| 197. | 19. | Homer a haditengerészetben (Simpson Tide)                              | Milton Gray       | Joshua Sternin & Jeffrey Ventimilia         | 1998. március 29. 2001. augusztus 4.  | 9,00 millió  |
| 198. | 20. | Trilliónyi probléma (The Trouble with Trillions)                       | Swinton Scott     | Ian Maxtone-Graham                          | 1998. április 5. 2001. augusztus 5.   | 7,40 millió  |
| 199. | 21. | Bart emberei (Girly Edition)                                           | Mark Kirkland     | Larry Doyle                                 | 1998. április 19. 2001. augusztus 11. | 8,50 millió  |
| 200. | 22. | A Titánok szemete (Trash of the Titans)                                | Jim Reardon       | Ian Maxtone-Graham                          | 1998. április 26. 2001. augusztus 12. | 10,20 millió |
| 201. | 23. | A hegy királya (King of the Hill)                                      | Steven Dean Moore | John Swartzwelder                           | 1998. május 3. 2001. augusztus 18.    | 9,20 millió  |
| 202. | 24. | Az elveszett Lisa (Lost Our Lisa)                                      | Pete Michels      | Brian Scully                                | 1998. május 10. 2001. augusztus 19.   | 7,60 millió  |
| 203. | 25. | A meztelen igazság (Natural Born Kissers)                              | Klay Hall         | Matt Selman                                 | 1998. május 17. 2001. augusztus 25.   | 8,60 millió  |

## 10. évad (1998-1999)
| Sor. | Év. | Cím                                                                | Rendező                        | Író                                                  | Premier                                  | Nézettség    |
| ---- | --- | ------------------------------------------------------------------ | ------------------------------ | ---------------------------------------------------- | ---------------------------------------- | ------------ |
| 204. | 1.  | Zsíros tánc (Lard of the Dance)                                    | Dominic Polcino                | Jane O'Brien                                         | 1998. augusztus 23. 2001. augusztus 26.  | 7,00 millió  |
| 205. | 2.  | Az Örökzöld terasz varázslója (The Wizard of Evergreen Terrace)    | Mark Kirkland                  | John Swartzwelder                                    | 1998. szeptember 20. 2001. szeptember 1. | 7,95 millió  |
| 206. | 3.  | Bart Mutter (Bart the Mother)                                      | Steven Dean Moore              | David S. Cohen                                       | 1998. szeptember 27. 2001. szeptember 2. | 7,35 millió  |
| 207. | 4.  | A rémségek Simpson háza IX. (Treehouse of Horror IX)               | Steven Dean Moore              | Donick Cary, Larry Doyle & David S. Cohen            | 1998. október 25. 2001. szeptember 8.    | 8,50 millió  |
| 208. | 5.  | Ha magadra haragítasz egy sztárt (When You Dish Upon a Star)       | Pete Michels                   | Richard Appel                                        | 1998. november 8. 2001. szeptember 9.    | 9,00 millió  |
| 209. | 6.  | Homer, a hippi (D'oh-in' in the Wind)                              | Mark Kirkland & Matthew Nastuk | Donick Cary                                          | 1998. november 15. 2001. szeptember 15.  | 8,30 millió  |
| 210. | 7.  | Lisa tripla ötöst kap (Lisa Gets an "A")                           | Bob Anderson                   | Ian Maxtone-Graham                                   | 1998. november 22. 2001. szeptember 16.  | 8,00 millió  |
| 211. | 8.  | Vesebaj (Homer Simpson in: "Kidney Trouble")                       | Mike B. Anderson               | John Swartzwelder                                    | 1998. december 6. 2001. szeptember 23.   | 7,20 millió  |
| 212. | 9.  | Több mint testőr (Mayored to the Mob)                              | Swinton O. Scott III           | Ron Hauge                                            | 1998. december 20. 2001. szeptember 23.  | 8,50 millió  |
| 213. | 10. | Viva Ned Flanders (Viva Ned Flanders)                              | Neil Affleck                   | David M. Stern                                       | 1999. január 10. 2001. november 17.      | 11,50 millió |
| 214. | 11. | Ismerjük a titkaitokat (Wild Barts Can't Be Broken)                | Mark Ervin                     | Larry Doyle                                          | 1999. január 17. 2001. szeptember 30.    | 8,80 millió  |
| 215. | 12. | Vigyél ki a meccsre! (Sunday, Cruddy Sunday)                       | Steven Dean Moore              | Tom Martin, George Meyer, Brian Scully & Mike Scully | 1999. január 31. 2001. október 6.        | 11,50 millió |
| 216. | 13. | Homerból Max (Homer to the Max)                                    | Pete Michels                   | John Swartzwelder                                    | 1999. február 7. 2001. október 7.        | 8,30 millió  |
| 217. | 14. | Én Cupidóval vagyok (I'm with Cupid)                               | Bob Anderson                   | Dan Greaney                                          | 1999. február 14. 2001. október 14.      | 7,70 millió  |
| 218. | 15. | Dühös sofőrök (Marge Simpson in: "Screaming Yellow Honkers")       | Mark Kirkland                  | David M. Stern                                       | 1999. február 21. 2001. október 20.      | 8,60 millió  |
| 219. | 16. | Építsünk szobát Lisának! (Make Room for Lisa)                      | Matthew Nastuk                 | Brian Scully                                         | 1999. február 28. 2001. október 21.      | 7,60 millió  |
| 220. | 17. | Maximális túlhajtás (Maximum Homerdrive)                           | Swinton O. Scott III           | John Swartzwelder                                    | 1999. március 28. 2001. október 27.      | 15,50 millió |
| 221. | 18. | Simpson bibliai történetek (Simpsons Bible Stories)                | Nancy Kruse                    | Tim Long, Larry Doyle & Matt Selman                  | 1999. április 4. 2001. október 28.       | 12,20 millió |
| 222. | 19. | Spontán művészet (Mom and Pop Art)                                 | Steven Dean Moore              | Al Jean                                              | 1999. április 11. 2001. november 3.      | 8,50 millió  |
| 223. | 20. | A közepes tanuló és az öregember (The Old Man and the "C" Student) | Mark Kirkland                  | Julie Thacker                                        | 1999. április 25. 2001. november 4.      | 6,90 millió  |
| 224. | 21. | Monty nem tud szeretetet venni (Monty Can't Buy Me Love)           | Mark Ervin                     | John Swartzwelder                                    | 1999. május 2. 2001. november 10.        | 7,26 millió  |
| 225. | 22. | Mentsük meg Lisa eszét! (They Saved Lisa's Brain)                  | Pete Michels                   | Matt Selman                                          | 1999. május 9. 2001. november 11.        | 6,80 millió  |
| 226. | 23. | Harminc perc Tokyo felett (Thirty Minutes over Tokyo)              | Jim Reardon                    | Donick Cary & Dan Greaney                            | 1999. május 16. 2001. november 18.       | 8,00 millió  |

## 11. évad (1999-2000)
| Sor. | Év. | Cím                                                           | Rendező           | Író                                               | Premier                                 | Nézettség    |
| ---- | --- | ------------------------------------------------------------- | ----------------- | ------------------------------------------------- | --------------------------------------- | ------------ |
| 227. | 1.  | Hatalmas filmes bukta (Beyond Blunderdome)                    | Steven Dean Moore | Mike Scully                                       | 1999. szeptember 26. 2001. november 24. | 8,10 millió  |
| 228. | 2.  | Bart tablettái (Brother's Little Helper)                      | Mark Kirkland     | George Meyer                                      | 1999. október 3. 2001. november 25.     | 7,10 millió  |
| 229. | 3.  | Az éttermi kritikus (Guess Who's Coming to Criticize Dinner?) | Nancy Kruse       | Al Jean                                           | 1999. október 24. 2001. december 1.     | 6,70 millió  |
| 230. | 4.  | Rémségek Simpson háza X. (Treehouse of Horror X)              | Pete Michels      | Donick Cary & Tim Long & Ron Hauge                | 1999. október 31. 2001. december 2.     | 8,70 millió  |
| 231. | 5.  | Paradihány (E-I-E-I-(Annoyed Grunt))                          | Bob Anderson      | Ian Maxtone-Graham                                | 1999. november 7. 2001. december 8.     | 8,40 millió  |
| 232. | 6.  | A 300 pont (Hello Gutter, Hello Fadder)                       | Mike B. Anderson  | Al Jean                                           | 1999. november 14. 2001. december 9.    | 9,20 millió  |
| 233. | 7.  | Nyolcasikerek (Eight Misbehavin')                             | Steven Dean Moore | Matt Selman                                       | 1999. november 21. 2001. december 15.   | 9,20 millió  |
| 234. | 8.  | A motorosok elvitték a feleségemet (Take My Wife, Sleaze)     | Neil Affleck      | John Swartzwelder                                 | 1999. november 28. 2001. december 16.   | 8,90 millió  |
| 235. | 9.  | Jocó, a játékrobot (Grift of the Magi)                        | Matthew Nastuk    | Tom Martin                                        | 1999. december 19. 2001. december 22.   | 7,76 millió  |
| 236. | 10. | Kis-nagy anya (Little Big Mom)                                | Mark Kirkland     | Carolyn Omine                                     | 2000. január 9. 2001. december 23.      | 10,00 millió |
| 237. | 11. | A hit erejével (Faith Off)                                    | Nancy Kruse       | Frank Mula                                        | 2000. január 16. 2002. január 26.       | 10,40 millió |
| 238. | 12. | A nagybirtokos család (The Mansion Family)                    | Michael Polcino   | John Swartzwelder                                 | 2000. január 23. 2002. január 26.       | 11,30 millió |
| 239. | 13. | Duncan, a versenyló (Saddlesore Galactica)                    | Lance Kramer      | Tim Long                                          | 2000. február 6. 2002. január 5.        | 9,60 millió  |
| 240. | 14. | Ned egyedül marad (Alone Again, Natura-Diddily)               | Jim Reardon       | Ian Maxtone-Graham                                | 2000. február 13. 2002. január 6.       | 10,80 millió |
| 241. | 15. | Homer, a misszionárius (Missionary: Impossible)               | Steven Dean Moore | Ron Hauge                                         | 2000. február 20. 2002. január 12.      | 9,80 millió  |
| 242. | 16. | Pyg-MOE-lion (Pygmoelian)                                     | Mark Kirkland     | Larry Doyle                                       | 2000. február 27. 2002. január 13.      | 9,40 millió  |
| 243. | 17. | Bart a jövőben (Bart to the Future)                           | Michael Marcantel | Dan Greaney                                       | 2000. március 19. 2002. január 19.      | 8,77 millió  |
| 244. | 18. | Józan Barney (Days of Wine and D'oh'ses)                      | Neil Affleck      | Deb Lacusta & Dan Castellaneta                    | 2000. április 9. 2002. január 20.       | 8,30 millió  |
| 245. | 19. | Öld meg az aligátort és fuss! (Kill the Alligator and Run)    | Jen Kamerman      | John Swartzwelder                                 | 2000. április 30. 2001. december 29.    | 7,46 millió  |
| 246. | 20. | Lisa, a sztepptáncos (Last Tap Dance in Springfield)          | Nancy Kruse       | Julie Thacker                                     | 2000. május 7. 2001. december 30.       | 7,30 millió  |
| 247. | 21. | Gonosz- gonosz Marge (It's a Mad, Mad, Mad, Mad Marge)        | Steven Dean Moore | Larry Doyle                                       | 2000. május 14. 2002. február 2.        | 7,50 millió  |
| 248. | 22. | Ahogy még senki sem látta őket (Behind the Laughter)          | Mark Kirkland     | Tim Long, George Meyer, Mike Scully & Matt Selman | 2000. május 31. 2002. február 9.        | 8,30 millió  |

## 12. évad (2000-2001)
| Sor. | Év. | Cím                                                     | Rendező           | Író                                                   | Premier                              | Nézettség    |
| ---- | --- | ------------------------------------------------------- | ----------------- | ----------------------------------------------------- | ------------------------------------ | ------------ |
| 249. | 1.  | Rémségek Simpson háza XI (Treehouse of Horror XI)       | Matthew Nastuk    | Rob LaZebnik & John Frink & Don Payne & Carolyn Omine | 2000. november 1. 2001. december 12. | 13,20 millió |
| 250. | 2.  | Mese a két városról (A Tale of Two Springfields)        | Shaun Cashman     | John Swartzwelder                                     | 2000. november 5. 2002. február 23.  | 16,20 millió |
| 251. | 3.  | Bohóc apu (Insane Clown Poppy)                          | Bob Anderson      | John Frink & Don Payne                                | 2000. november 12. 2002. március 2.  | 16,40 millió |
| 252. | 4.  | Lisa, a favédő (Lisa the Tree Hugger)                   | Steven Dean Moore | Matt Selman                                           | 2000. november 19. 2002. március 9.  | 14,90 millió |
| 253. | 5.  | Homer kontra méltóság (Homer vs. Dignity)               | Neil Affleck      | Rob LaZebnik                                          | 2000. november 26. 2002. március 16. | 15,00 millió |
| 254. | 6.  | A veszélyes számítógép (The Computer Wore Menace Shoes) | Mark Kirkland     | John Swartzwelder                                     | 2000. december 3. 2002. március 23.  | 15,60 millió |
| 255. | 7.  | Apa és fia együtt csal (The Great Money Caper)          | Michael Polcino   | Carolyn Omine                                         | 2000. december 10. 2002. március 30. | 16,80 millió |
| 256. | 8.  | A hó foglyai (Skinner's Sense of Snow)                  | Lance Kramer      | Tim Long                                              | 2000. december 17. 2002. április 6.  | 15,90 millió |
| 257. | 9.  | Homer, a zseni (HOMR)                                   | Mike Anderson     | Al Jean                                               | 2001. január 7. 2002. április 13.    | 18,50 millió |
| 258. | 10. | A művészet rabja (Pokey Mom)                            | Bob Anderson      | Tom Martin                                            | 2001. január 14. 2002. április 20.   | 15,00 millió |
| 259. | 11. | Kölykök a képregényboltban (Worst Episode Ever)         | Matthew Nastuk    | Larry Doyle                                           | 2001. február 4. 2002. április 27.   | 18,50 millió |
| 260. | 12. | Tenisz, a komisz (Tennis the Menace)                    | Jen Kamerman      | Ian Maxtone-Graham                                    | 2001. február 11. 2002. május 4.     | 14,00 millió |
| 261. | 13. | A visszavágás napja (Day of the Jackanapes)             | Michael Marcantel | Al Jean                                               | 2001. február 18. 2002. május 11.    | 15,40 millió |
| 262. | 14. | A galeri (New Kids on the Blecch)                       | Steven Dean Moore | Tim Long                                              | 2001. február 25. 2002. május 18.    | 18,10 millió |
| 263. | 15. | Éhes-éhes Homer (Hungry, Hungry Homer)                  | Nancy Kruse       | John Swartzwelder                                     | 2001. március 4. 2002. május 25.     | 17,60 millió |
| 264. | 16. | Viszlát, tuskó (Bye Bye Nerdie)                         | Lauren MacMullan  | John Frink & Don Payne                                | 2001. március 11. 2002. június 1.    | 16,10 millió |
| 265. | 17. | Simpson -szafari (Simpson Safari)                       | Mark Kirkland     | John Swartzwelder                                     | 2001. április 1. 2002. június 3.     | 13,30 millió |
| 266. | 18. | A levágott ujj trilógiája (Trilogy of Error)            | Mike B. Anderson  | Matt Selman                                           | 2001. április 29. 2002. június 15.   | 14,40 millió |
| 267. | 19. | Az Áldott föld vidámpark (I'm Goin' to Praiseland)      | Chuck Sheetz      | Julie Thacker                                         | 2001. május 6. 2002. június 16.      | 13,10 millió |
| 268. | 20. | Homer bácsi óvodája (Children of a Lesser Clod)         | Mike Polcino      | Al Jean                                               | 2001. május 13. 2002. június 22.     | 13,80 millió |
| 269. | 21. | Simpson népmesék (Simpsons Tall Tales)                  | Bob Anderson      | John Frink & Don Payne & Bob Bendetson & Matt Selman  | 2001. május 20. 2002. június 23.     | 13,40 millió |

## 13. évad (2001-2002)
| Sor. | Év. | Cím                                                       | Rendező           | Író                                                    | Premier                                 | Nézettség    |
| ---- | --- | --------------------------------------------------------- | ----------------- | ------------------------------------------------------ | --------------------------------------- | ------------ |
| 270. | 1.  | Rémségek Simpson háza XII (Treehouse of Horror XII)       | Jim Reardon       | Joel H. Cohen & John Frink & Don Payne & Carolyn Omine | 2001. november 6. 2002. szeptember 15.  | 13,00 millió |
| 271. | 2.  | A törvény ökle (The Parent Rap)                           | Mark Kirkland     | George Meyer & Mike Scully                             | 2001. november 11. 2002. szeptember 16. | 14,90 millió |
| 272. | 3.  | Homer kocsmája (Homer the Moe)                            | Jen Kamerman      | Dana Gould                                             | 2001. november 18. 2002. szeptember 17. | 14,40 millió |
| 273. | 4.  | Monty szerelmes (A Hunka Hunka Burns in Love)             | Lance Kramer      | John Swartzwelder                                      | 2001. december 2. 2002. szeptember 18.  | 13,40 millió |
| 274. | 5.  | Gyerekkori trauma (The Blunder Years)                     | Steven Dean Moore | Ian Maxtone-Graham                                     | 2001. december 9. 2002. szeptember 19.  | 12,90 millió |
| 275. | 6.  | A kis Buddhista (She of Little Faith)                     | Steven Dean Moore | Bill Freiberger                                        | 2001. december 16. 2002. szeptember 20. | 13,20 millió |
| 276. | 7.  | Családi perpatvar (Brawl in the Family)                   | Matthew Nastuk    | Joel H. Cohen                                          | 2002. január 6. 2002. szeptember 21.    | 11,80 millió |
| 277. | 8.  | Édes-keserű Marge (Sweets and Sour Marge)                 | Mark Kirkland     | Carolyn Omine                                          | 2002. január 20. 2002. szeptember 22.   | 12,30 millió |
| 278. | 9.  | Drótozott állkapocs (Jaws Wired Shut)                     | Nancy Kruse       | Matt Selman                                            | 2002. január 27. 2002. szeptember 23.   | 14,20 millió |
| 279. | 10. | Egy félig tisztességtelen ajánlat (Half-Decent Proposal)  | Lauren MacMullan  | Tim Long                                               | 2002. február 10. 2002. szeptember 28.  | 13,20 millió |
| 280. | 11. | Bart, Greta és Milhouse (The Bart Wants What It Wants)    | Michael Polcino   | John Frink & Don Payne                                 | 2002. február 17. 2002. szeptember 29.  | 11,20 millió |
| 281. | 12. | A vadnyugat utolsó fegyvere (The Lastest Gun in the West) | Bob Anderson      | John Swartzwelder                                      | 2002. február 24. 2002. szeptember 30.  | 13,20 millió |
| 282. | 13. | Az öregember és a kocsikulcs (The Old Man and the Key)    | Lance Kramer      | Jon Vitti                                              | 2002. március 10. 2002. október 5.      | 14,50 millió |
| 283. | 14. | Klasszikusok gyerekeknek (Tales from the Public Domain)   | Mike B. Anderson  | Andrew Kreisberg & Josh Lieb & Matt Warburton          | 2002. február 17. 2002. október 6.      | 11,70 millió |
| 284. | 15. | Simpsonék Brazíliában (Blame It on Lisa)                  | Steven Dean Moore | Bob Bendetson                                          | 2002. március 31. 2002. október 7.      | 11,10 millió |
| 285. | 16. | Marihomer (Weekend at Burnsie's)                          | Michael Marcantel | Jon Vitti                                              | 2002. április 7. 2002. október 12.      | 12,50 millió |
| 286. | 17. | Terítéken Homer (Gump Roast)                              | Mark Kirkland     | Deb Lacusta & Dan Castellaneta                         | 2002. április 21. 2002. október 13.     | 12,30 millió |
| 287. | 18. | Pipapapa (I Am Furious (Yellow))                          | Chuck Sheetz      | John Swartzwelder                                      | 2002. április 28. 2002. október 14.     | 12,40 millió |
| 288. | 19. | A legédesebb Apu (The Sweetest Apu)                       | Matthew Nastuk    | John Swartzwelder                                      | 2002. május 5. 2002. október 19.        | 11,80 millió |
| 289. | 20. | Kislány a nagyok között (Little Girl in the Big Ten)      | Lauren MacMullan  | Jon Vitti                                              | 2002. május 12. 2002. október 20.       | 11,20 millió |
| 290. | 21. | Halálos játék (The Frying Game)                           | Michael Polcino   | John Swartzwelder                                      | 2002. május 19. 2002. október 21.       | 10,80 millió |
| 291. | 22. | Apa jelvényt kap (Poppa's Got a Brand New Badge)          | Pete Michels      | Dana Gould                                             | 2002. május 22. 2002. október 26.       | 8,20 millió  |

## 14. évad (2002-2003)
| Sor. | Év. | Cím                                                                    | Rendező           | Író                         | Premier                             | Nézettség    |
| ---- | --- | ---------------------------------------------------------------------- | ----------------- | --------------------------- | ----------------------------------- | ------------ |
| 292. | 1.  | Rémségek Simpson háza XIII (Treehouse of Horror XIII)                  | David Silverman   | Marc Wilmore                | 2002. november 3. 2004. március 1.  | 16,70 millió |
| 293. | 2.  | Kipengetett vakáció (How I Spent My Strummer Vacation)                 | Mike B. Anderson  | Mike Scully                 | 2002. november 10. 2004. március 2. | 12,50 millió |
| 294. | 3.  | Bart kontra Lisa kontra 3. osztály (Bart vs. Lisa vs. the Third Grade) | Steven Dean Moore | Tim Long                    | 2002. november 17. 2004. március 3. | 13,30 millió |
| 295. | 4.  | Marge megmutatja (Large Marge)                                         | Jim Reardon       | Ian Maxtone-Graham          | 2002. november 24. 2004. március 4. | 17,40 millió |
| 296. | 5.  | Ódon otthon (Helter Shelter)                                           | Mark Kirkland     | Brian Pollack & Mert Rich   | 2002. december 1. 2004. március 5.  | 15,10 millió |
| 297. | 6.  | Sokkcsinálta detektív (The Great Louse Detective)                      | Steven Dean Moore | John Frink & Don Payne      | 2002. december 15. 2004. március 8. | 15,50 millió |
| 298. | 7.  | Különleges különóra (Special Edna)                                     | Bob Anderson      | Dennis Snee                 | 2003. január 5. 2004. március 9.    | 15,00 millió |
| 299. | 8.  | Az apa, aki túl keveset tudott (The Dad Who Knew Too Little)           | Mark Kirkland     | Matt Selman                 | 2003. január 12. 2004. március 10.  | 12,80 millió |
| 300. | 9.  | Az anya ereje (The Strong Arms of the Ma)                              | Pete Michels      | Carolyn Omine               | 2003. február 2. 2004. március 11.  | 15,40 millió |
| 301. | 10. | Bármit kívánhatsz (Pray Anything)                                      | Michael Polcino   | Sam O'Neal & Neal Boushell  | 2003. február 9. 2004. március 12.  | 13,40 millió |
| 302. | 11. | Homer átBÁRTolása (Barting Over)                                       | Matthew Nastuk    | Andrew Kreisberg            | 2003. február 16. 2004. március 15. | 21,30 millió |
| 303. | 12. | Betűzz, ha tudsz! (I'm Spelling as Fast as I Can)                      | Nancy Kruse       | Kevin Curran                | 2003. február 16. 2004. március 16. | 22,10 millió |
| 304. | 13. | Megint csillag születik (A Star Is Born Again)                         | Michael Marcantel | Brian Kelley                | 2003. március 2. 2004. március 17.  | 14,40 millió |
| 305. | 14. | Mr. Spitz Washingtonba megy (Mr. Spritz Goes to Washington)            | Lance Kramer      | John Swartzwelder           | 2003. március 9. 2004. március 18.  | 14,40 millió |
| 306. | 15. | Az igazgat-Ó (C.E.D'oh)                                                | Mike B. Anderson  | Dana Gould                  | 2003. március 16. 2004. március 19. | 13,00 millió |
| 307. | 16. | Nézz fel a csillagokra! (Scuse Me While I Miss the Sky)                | Steven Dean Moore | Dan Greaney & Allen Glazier | 2003. március 30. 2004. március 22. | 12,60 millió |
| 308. | 17. | Homer, az agglegény (Three Gays of the Condo)                          | Mark Kirkland     | Matt Warburton              | 2003. április 13. 2004. március 23. | 12,02 millió |
| 309. | 18. | Slágerek mindenkinek (Dude, Where's My Ranch?)                         | Chris Clements    | Ian Maxtone-Graham          | 2003. április 27. 2004. március 24. | 11,71 millió |
| 310. | 19. | Kutyabaj, macskajaj (Old Yeller-Belly)                                 | Bob Anderson      | John Frink & Don Payne      | 2003. május 4. 2004. március 25.    | 11,59 millió |
| 311. | 20. | A házas fél (Brake My Wife, Please)                                    | Pete Michels      | Tim Long                    | 2003. május 11. 2004. március 26.   | 10,56 millió |
| 312. | 21. | Cserkészek, cserkészünk (The Bart of War)                              | Michael Polcino   | Marc Wilmore                | 2003. május 18. 2004. március 29.   | 12,10 millió |
| 313. | 22. | A hős tette (Moe Baby Blues)                                           | Lauren MacMullan  | J. Stewart Burns            | 2003. május 18. 2004. március 30.   | 13,44 millió |

## 15. évad (2003-2004)
| Sor. | Év. | Cím                                                                                        | Rendező           | Író                             | Premier                               | Nézettség    |
| ---- | --- | ------------------------------------------------------------------------------------------ | ----------------- | ------------------------------- | ------------------------------------- | ------------ |
| 314. | 1.  | Rémségek Simpson háza XIV (Treehouse of Horror XIV)                                        | Steven Dean Moore | John Swartzwelder               | 2003. november 2. 2006. május 27.     | 16,22 millió |
| 315. | 2.  | Simpson anyuka visszatér (My Mother the Carjacker)                                         | Nancy Kruse       | Michael Price                   | 2003. november 9. 2005. december 31.  | 12,40 millió |
| 316. | 3.  | Elnöki felelősség (The President Wore Pearls)                                              | Mike B. Anderson  | Dana Gould                      | 2003. november 16. 2005. december 31. | 12,70 millió |
| 317. | 4.  | Simpsonék Angliában (The Regina Monologues)                                                | Mark Kirkland     | John Swartzwelder               | 2003. november 23. 2006. január 7.    | 12,20 millió |
| 318. | 5.  | Homer medvefóbiája (The Fat and the Furriest)                                              | Matthew Nastuk    | Joel H. Cohen                   | 2003. november 30. 2006. január 14.   | 11,70 millió |
| 319. | 6.  | Ma egy bohóc vagyok (Today I Am a Clown)                                                   | Nancy Kruse       | Joel H. Cohen                   | 2003. december 7. 2006. január 14.    | 10,50 millió |
| 320. | 7.  | A karácsony szelleme (Tis the Fifteenth Season)                                            | Steven Dean Moore | Michael Price                   | 2003. december 14. 2005. december 24. | 11,30 millió |
| 321. | 8.  | Marge kontra BSZEGYPTÉH (Marge vs. Singles, Seniors, Childless Couples and Teens and Gays) | Bob Anderson      | Jon Vitti                       | 2004. január 4. 2006. január 21.      | 12,00 millió |
| 322. | 9.  | Homer, a robot (I, (Annoyed Grunt)-bot)                                                    | Lauren MacMullan  | Dan Greaney & Allen Glazier     | 2004. január 11. 2006. január 21.     | 16,30 millió |
| 323. | 10. | A háziasszony sértő regénye (Diatribe of a Mad Housewife)                                  | Mark Kirkland     | Robin J. Stein                  | 2004. január 25. 2006. január 28.     | 10,60 millió |
| 324. | 11. | Történelmi túra Marge-dzsal (Margical History Tour)                                        | Mike B. Anderson  | Brian Kelley                    | 2004. február 8. 2006. január 28.     | 8,90 millió  |
| 325. | 12. | Milhouse elköltözik (Milhouse Doesn't Live Here Anymore)                                   | Matthew Nastuk    | Julie Chambers & David Chambers | 2004. február 15. 2006. február 4.    | 9,40 millió  |
| 326. | 13. | Okos és okosabb (Smart & Smarter)                                                          | Steven Dean Moore | Carolyn Omine                   | 2004. február 22. 2006. február 4.    | 12,60 millió |
| 327. | 14. | Artie Ziff visszatér (The Ziff Who Came to Dinner)                                         | Nancy Kruse       | Deb Lacusta & Dan Castellaneta  | 2004. március 14. 2006. február 11.   | 10,70 millió |
| 328. | 15. | Részegség (Co-Dependents' Day)                                                             | Bob Anderson      | Matt Warburton                  | 2004. március 21. 2006. február 11.   | 11,20 millió |
| 329. | 16. | Bart börtönben (The Wandering Juvie)                                                       | Lauren MacMullan  | John Frink & Don Payne          | 2004. március 28. 2006. február 18.   | 10,50 millió |
| 330. | 17. | A házasság hátrányai (My Big Fat Geek Wedding)                                             | Mark Kirkland     | Kevin Curran                    | 2004. április 18. 2006. február 18.   | 9,20 millió  |
| 331. | 18. | Kapjatok el, ha tudtok (Catch 'Em If You Can)                                              | Matthew Nastuk    | Ian Maxtone-Graham              | 2004. április 25. 2006. február 25.   | 9,30 millió  |
| 332. | 19. | PiteMan (Simple Simpson)                                                                   | Jim Reardon       | Jon Vitti                       | 2004. május 2. 2006. február 25.      | 9,50 millió  |
| 333. | 20. | Gyerekszerelem (The Way We Weren't)                                                        | Mike B. Anderson  | J. Stewart Burns                | 2004. május 9. 2006. március 4.       | 6,60 millió  |
| 334. | 21. | Bart kigúnyolja a zászlót (Bart-Mangled Banner)                                            | Steven Dean Moore | John Frink                      | 2004. május 16. 2006. március 4.      | 8,70 millió  |
| 335. | 22. | A Burns médiabirodalom (Fraudcast News)                                                    | Bob Anderson      | Don Payne                       | 2004. május 23. 2006. március 11.     | 9,20 millió  |

## 16. évad (2004-2005)
| Sor. | Év. | Cím                                                                  | Rendező           | Író                | Premier                              | Nézettség    |
| ---- | --- | -------------------------------------------------------------------- | ----------------- | ------------------ | ------------------------------------ | ------------ |
| 336. | 1.  | Rémségek Simpson háza XV. (Treehouse of Horror XV)                   | David Silverman   | Bill Odenkirk      | 2004. november 7. 2006. március 11.  | 11,29 millió |
| 337. | 2.  | Főzésben mindent szabad (All's Fair in Oven War)                     | Mark Kirkland     | Matt Selman        | 2004. november 14. 2006. március 18. | 11,64 millió |
| 338. | 3.  | Aludj az ellenségeddel! (Sleeping with the Enemy)                    | Lauren MacMullan  | Jon Vitti          | 2004. november 21. 2006. március 18. | 9,95 millió  |
| 339. | 4.  | Hagyd békén a lányomat (She Used to Be My Girl)                      | Matthew Nastuk    | Tim Long           | 2004. december 5. 2006. március 25.  | 10,81 millió |
| 340. | 5.  | A kövér ember és a kisfiú (Fat Man and Little Boy)                   | Mike B. Anderson  | Joel H. Cohen      | 2004. december 12. 2006. március 25. | 10,31 millió |
| 341. | 6.  | Gyógyszercsempészek (Midnight Rx)                                    | Nancy Kruse       | Marc Wilmore       | 2005. január 16. 2006. április 1.    | 8,11 millió  |
| 342. | 7.  | Anya sört árul (Mommie Beerest)                                      | Mark Kirkland     | Michael Price      | 2005. január 30. 2006. április 1.    | 9,97 millió  |
| 343. | 8.  | Botrányos sportolók (Homer and Ned's Hail Mary Pass)                 | Steven Dean Moore | Tim Long           | 2005. február 6. 2006. április 8.    | 23,07 millió |
| 344. | 9.  | Rap a csíntevésről (Pranksta Rap)                                    | Mike B. Anderson  | Matt Selman        | 2005. február 13. 2006. április 8.   | 8,01 millió  |
| 345. | 10. | Meleg esküvők (There's Something About Marrying)                     | Nancy Kruse       | J. Stewart Burns   | 2005. február 20. 2006. április 15.  | 10,39 millió |
| 346. | 11. | Lisa nem akar többé látni (On a Clear Day I Can't See My Sister)     | Bob Anderson      | Jeff Westbrook     | 2005. március 6. 2006. április 15.   | 10,39 millió |
| 347. | 12. | Simpsonék Kínában (Goo Goo Gai Pan)                                  | Lance Kramer      | Dana Gould         | 2005. március 13. 2006. április 22.  | 10,28 millió |
| 348. | 13. | Mobil Homer (Mobile Homer)                                           | Raymond S. Persi  | Tim Long           | 2005. március 20. 2006. április 22.  | 8,49 millió  |
| 349. | 14. | Homer, a börtön besúgó (The Seven-Beer Snitch)                       | Matthew Nastuk    | Bill Odenkirk      | 2005. április 3. 2006. április 29.   | 7,48 millió  |
| 350. | 15. | Drámai jövő (Future-Drama)                                           | Mike B. Anderson  | Matt Selman        | 2005. április 17. 2006. április 29.  | 8,31 millió  |
| 351. | 16. | Óvakodj a tetőfedőtől (Don't Fear the Roofer)                        | Mark Kirkland     | Kevin Curran       | 2005. május 1. 2006. május 6.        | 11,92 millió |
| 352. | 17. | Szívrohamos kölyök (The Heartbroke Kid)                              | Steven Dean Moore | Ian Maxtone-Graham | 2005. május 1. 2006. május 6.        | 10,79 millió |
| 353. | 18. | Lisa, az énekes (A Star Is Torn)                                     | Nancy Kruse       | Carolyn Omine      | 2005. május 8. 2006. május 13.       | 8,72 millió  |
| 354. | 19. | Kösz a világvégét Isten! (Thank God It's Doomsday)                   | Michael Marcantel | Don Payne          | 2005. május 8. 2006. május 13.       | 10,05 millió |
| 355. | 20. | Távol Homertól (Home Away from Homer)                                | Bob Anderson      | Joel H. Cohen      | 2005. május 15. 2006. május 20.      | 8,17 millió  |
| 356. | 21. | Keresztény ellentétek (The Father, the Son, and the Holy Guest Star) | Michael Polcino   | Matt Warburton     | 2005. május 15. 2006. május 20.      | 9,69 millió  |

## 17. évad (2005-2006)
| Sor. | Év. | Cím                                                               | Rendező           | Író                            | Premier                                   | Nézettség    |
| ---- | --- | ----------------------------------------------------------------- | ----------------- | ------------------------------ | ----------------------------------------- | ------------ |
| 357. | 1.  | Lamantin szeretet (The Bonfire of the Manatees)                   | Mark Kirkland     | Dan Greaney                    | 2005. szeptember 11. 2006. szeptember 14. | 11,10 millió |
| 358. | 2.  | A lány, aki túl keveset aludt (The Girl Who Slept Too Little)     | Raymond S. Persi  | John Frink                     | 2005. szeptember 18. 2006. szeptember 15. | 9,79 millió  |
| 359. | 3.  | Elhanyagolt Milhouse (Milhouse of Sand and Fog)                   | Steven Dean Moore | Patric M. Verrone              | 2005. szeptember 25. 2006. szeptember 18. | 10,19 millió |
| 360. | 4.  | Rémségek Simpson háza XVI. (Treehouse of Horror XVI)              | David Silverman   | Marc Wilmore                   | 2005. november 6. 2006. szeptember 19.    | 11,63 millió |
| 361. | 5.  | Mama pici fia (Marge's Son Poisoning)                             | Mike B. Anderson  | Daniel Chun                    | 2005. november 13. 2006. szeptember 20.   | 11,40 millió |
| 362. | 6.  | Biztonsági szalamandra (See Homer Run)                            | Nancy Kruse       | Stephanie Gillis               | 2005. november 20. 2006. szeptember 21.   | 10,30 millió |
| 363. | 7.  | Boldog paradicsomok (The Last of the Red Hat Mamas)               | Matthew Nastuk    | Joel H. Cohen                  | 2005. november 27. 2006. szeptember 22.   | 11,46 millió |
| 364. | 8.  | Az olasz Bob (The Italian Bob)                                    | Mark Kirkland     | John Frink                     | 2005. december 11. 2006. szeptember 25.   | 10,39 millió |
| 365. | 9.  | Karácsonyi Simpson mesék (Simpsons Christmas Stories)             | Steven Dean Moore | Don Payne                      | 2005. december 18. 2006. szeptember 26.   | 9,80 millió  |
| 366. | 10. | Na, ki az apuci? (Homer's Paternity Coot)                         | Mike B. Anderson  | Joel H. Cohen                  | 2006. január 8. 2006. szeptember 27.      | 10,10 millió |
| 367. | 11. | Úton Oregonba (We're on the Road to D'ohwhere)                    | Nancy Kruse       | Kevin Curran                   | 2006. január 29. 2006. szeptember 28.     | 9,04 millió  |
| 368. | 12. | Willy, az úriember (My Fair Laddy)                                | Bob Anderson      | Michael Price                  | 2006. február 26. 2006. szeptember 29.    | 9,51 millió  |
| 369. | 13. | Egy végtelen történet (The Seemingly Never-Ending Story)          | Raymond S. Persi  | Ian Maxtone-Graham             | 2006. március 12. 2006. október 2.        | 9,72 millió  |
| 370. | 14. | Bart két anyja (Bart Has Two Mommies)                             | Mike Marcantel    | Dana Gould                     | 2006. március 19. 2006. október 3.        | 8,75 millió  |
| 371. | 15. | Homer, bemutatom a feleségedet (Homer Simpson, This Is Your Wife) | Matthew Nastuk    | Ricky Gervais                  | 2006. március 26. 2006. október 4.        | 10,09 millió |
| 372. | 16. | Millió dolláros Abe (Million Dollar Abie)                         | Steven Dean Moore | Tim Long                       | 2006. április 2. 2006. október 5.         | 7,83 millió  |
| 373. | 17. | A számkiszervezett (Kiss Kiss, Bang Bangalore)                    | Mark Kirkland     | Deb Lacusta & Dan Castellaneta | 2006. április 9. 2006. október 6.         | 8,20 millió  |
| 374. | 18. | A legvizesebb történet (The Wettest Stories Ever Told)            | Mike B. Anderson  | Jeff Westbrook                 | 2006. április 23. 2006. október 9.        | 7,04 millió  |
| 375. | 19. | A lányok jobbak matekból? (Girls Just Want to Have Sums)          | Nancy Kruse       | Matt Selman                    | 2006. április 30. 2006. október 10.       | 8,70 millió  |
| 376. | 20. | Amnéziás Marge (Regarding Margie)                                 | Michael Polcino   | Marc Wilmore                   | 2006. május 7. 2006. október 11.          | 8,50 millió  |
| 377. | 21. | A majom per (The Monkey Suit)                                     | Raymond S. Persi  | J. Stewart Burns               | 2006. május 14. 2006. október 12.         | 8,30 millió  |
| 378. | 22. | Hazafutás a szerelemért (Marge and Homer Turn a Couple Play)      | Bob Anderson      | Joel H. Cohen                  | 2006. május 21. 2006. október 13.         | 8,23 millió  |

## 18. évad (2006-2007)
| Sor. | Év. | Cím                                                                              | Rendező                            | Író                                | Premier                               | Nézettség    |
| ---- | --- | -------------------------------------------------------------------------------- | ---------------------------------- | ---------------------------------- | ------------------------------------- | ------------ |
| 379. | 1.  | A maffia, a séf, a feleség és Homer (The Mook, the Chef, the Wife and Her Homer) | Michael Marcantel                  | Bill Odenkirk                      | 2006. szeptember 10. 2008. január 23. | 11,50 millió |
| 380. | 2.  | Jazz és cicababák (Jazzy and the Pussycats)                                      | Steven Dean Moore                  | Daniel Chun                        | 2006. szeptember 17. 2008. január 24. | 8,94 millió  |
| 381. | 3.  | Kérlek, Homer, ne kalapáld el őket (Please Homer, Don't Hammer 'Em)              | Mike B. Anderson & Ralph Sosa      | Matt Warburton                     | 2006. szeptember 24. 2008. január 25. | 9,72 millió  |
| 382. | 4.  | Rémségek Simpson háza XVII (Treehouse of Horror XVII)                            | David Silverman & Matthew Faughnan | Peter Gaffney                      | 2006. november 5. 2008. január 28.    | 10,43 millió |
| 383. | 5.  | G.I. Dó (G.I. (Annoyed Grunt))                                                   | Nancy Kruse                        | Daniel Chun                        | 2006. szeptember 12. 2008. január 29. | 11,43 millió |
| 384. | 6.  | Moe és Lisa (Moe'N'a Lisa)                                                       | Mark Kirkland                      | Matt Warburton                     | 2006. szeptember 19. 2008. január 30. | 9,31 millió  |
| 385. | 7.  | Jégkrémpálcika Marge (Ice Cream of Margie (with the Light Blue Hair))            | Matthew Nastuk                     | Carolyn Omine                      | 2006. szeptember 26. 2008. január 31. | 10,90 millió |
| 386. | 8.  | Bart és Nelson: A furcsa pár (The Haw-Hawed Couple)                              | Chris Clements                     | Matt Selman                        | 2006. december 10. 2008. február 4.   | 8,29 millió  |
| 387. | 9.  | Kill Gill (Kill Gil, Volumes I & II)                                             | Bob Anderson                       | Jeff Westbrook                     | 2006. december 17. 2008. február 5.   | 8,96 millió  |
| 388. | 10. | A vízi feleség (The Wife Aquatic)                                                | Lance Kramer                       | Kevin Curran                       | 2007. január 7. 2008. február 6.      | 13,90 millió |
| 389. | 11. | Három mese a bosszúról (Revenge Is a Dish Best Served Three Times)               | Michael Polcino                    | Joel H. Cohen                      | 2007. január 28. 2008. február 7.     | 8,09 millió  |
| 390. | 12. | A kisnagy lány (Little Big Girl)                                                 | Raymond S. Persi                   | Don Payne                          | 2007. február 11. 2008. február 8.    | 8,27 millió  |
| 391. | 13. | Cseperedés Springfieldben (Springfield Up)                                       | Chuck Sheetz                       | Matt Warburton                     | 2007. február 18. 2008. február 11.   | 8,80 millió  |
| 392. | 14. | Vidéki hangszálak (Yokel Chords)                                                 | Susie Dietter                      | Michael Price                      | 2007. március 4. 2008. február 12.    | 9,09 millió  |
| 393. | 15. | Öreg Rómeó és Rusnya Júlia (Rome-Old and Juli-Eh)                                | Nancy Kruse                        | Daniel Chun                        | 2007. március 11. 2008. február 13.   | 8,98 millió  |
| 394. | 16. | Homerazzi (Homerazzi)                                                            | Matthew Nastuk                     | J. Stewart Burns                   | 2007. március 25. 2008. február 14.   | 6,91 millió  |
| 395. | 17. | Marge, a játékos (Marge Gamer)                                                   | Bob Anderson                       | J. Stewart Burns                   | 2007. április 22. 2008. február 15.   | 6,40 millió  |
| 396. | 18. | Gyűlölöm Bart Simpsont (The Boys of Bummer)                                      | Rob Oliver                         | Michael Price                      | 2007. április 29. 2008. február 18.   | 7,57 millió  |
| 397. | 19. | Tűzoltók és csalók (Crook and Ladder)                                            | Lance Kramer                       | Bill Odenkirk                      | 2007. május 6. 2008. február 19.      | 7,72 millió  |
| 398. | 20. | Állj, vagy lő a kutyám! (Stop! Or My Dog Will Shoot)                             | Matthew Faughnan                   | John Frink                         | 2007. május 13. 2008. február 20.     | 6,48 millió  |
| 399. | 21. | 24 perc (24 Minutes)                                                             | Raymond S. Persi                   | Billy Kimball & Ian Maxtone-Graham | 2007. május 20. 2008. február 21.     | 9,80 millió  |
| 400. | 22. | Vigyázz a szádra, Kent! (You Kent Always Say What You Want)                      | Matthew Nastuk                     | Tim Long                           | 2007. május 20. 2008. február 22.     | 9,80 millió  |

## 19. évad (2007-2008)
| Sor. | Év. | Cím                                                                       | Rendező                       | Író                            | Premier                                   | Nézettség    |
| ---- | --- | ------------------------------------------------------------------------- | ----------------------------- | ------------------------------ | ----------------------------------------- | ------------ |
| 401. | 1.  | Szállunk Homer rendelkezésére (He Loves to Fly and He D'ohs)              | Mark Kirkland                 | Joel H. Cohen                  | 2007. szeptember 23. 2008. szeptember 29. | 9,70 millió  |
| 402. | 2.  | A sevillai Homer (The Homer of Seville)                                   | Michael Polcino               | Carolyn Omine                  | 2007. szeptember 30. 2008. október 2.     | 8,40v        |
| 403. | 3.  | Éjféli vontató (Midnight Towboy)                                          | Matthew Nastuk                | Stephanie Gillis               | 2007. október 7. 2008. október 3.         | 7,70 millió  |
| 404. | 4.  | Springfield-szindróma (I Don't Wanna Know Why the Caged Bird Sings)       | Bob Anderson                  | Dana Gould                     | 2007. október 14. 2008. október 6.        | 8,80 millió  |
| 405. | 5.  | Rémségek Simpson háza XVIII (Treehouse of Horror XVIII)                   | Chuck Sheetz                  | Marc Wilmore                   | 2007. november 4. 2008. október 7.        | 11,70 millió |
| 406. | 6.  | Mill-árva-House (Little Orphan Millie)                                    | Lance Kramer                  | Mick Kelly                     | 2007. november 11. 2008. október 8.       | 10,57 millió |
| 407. | 7.  | Férjek és kések (Husbands and Knives)                                     | Nancy Kruse                   | Matt Selman                    | 2007. november 18. 2008. október 9.       | 10,50 millió |
| 408. | 8.  | Egy temetés, semmi esküvő (Funeral for a Fiend)                           | Rob Oliver                    | Michael Price                  | 2007. november 25. 2008. október 10.      | 9,00 millió  |
| 409. | 9.  | Egy korlátolt elme örök gagyogása (Eternal Moonshine of the Simpson Mind) | Chuck Sheetz                  | J. Stewart Burns               | 2007. december 16. 2008. október 13.      | 10,15 millió |
| 410. | 10. | Szavazz Wiggumre! (E Pluribus Wiggum)                                     | Michael Polcino               | Michael Price                  | 2008. január 6. 2008. október 14.         | 8,20 millió  |
| 411. | 11. | Azok a 90-es évek (That '90s Show)                                        | Mark Kirkland                 | Matt Selman                    | 2008. január 27. 2008. október 15.        | 7,60 millió  |
| 412. | 12. | Szerelem springfieldi módra (Love, Springfieldian Style)                  | Raymond S. Persi              | Don Payne                      | 2008. február 17. 2008. október 16.       | 7,81 millió  |
| 413. | 13. | Két dudás egy csárdában (The Debarted)                                    | Matthew Nastuk                | Joel H. Cohen                  | 2008. március 2. 2008. október 17.        | 8,18 millió  |
| 414. | 14. | M, avagy egy város keresi Martint (Dial "N" for Nerder)                   | Bob Anderson                  | Carolyn Omine & William Wright | 2008. március 9. 2008. október 20.        | 7,30 millió  |
| 415. | 15. | Beleszívna (Smoke on the Daughter)                                        | Lance Kramer                  | Billy Kimball                  | 2008. március 30. 2008. október 21.       | 7,10 millió  |
| 416. | 16. | Papisszeusz komplexus (Papa Don't Leech)                                  | Chris Clements                | Reid Harrison                  | 2008. április 13. 2008. október 22.       | 6,90 millió  |
| 417. | 17. | Szabadítsátok ki Lou-t! (Apocalypse Cow)                                  | Nancy Kruse                   | Jeff Westbrook                 | 2008. április 27. 2008. október 23.       | 7,69 millió  |
| 418. | 18. | Sundence bánt ez (Any Given Sundance)                                     | Chuck Sheetz                  | Daniel Chun                    | 2008. május 4. 2008. október 24.          | 6,18 millió  |
| 419. | 19. | Mona távozik (Mona Leaves-a)                                              | Mike B. Anderson & Ralph Sosa | Joel H. Cohen                  | 2008. május 11. 2008. október 27.         | 9,02 millió  |
| 420. | 20. | Mindent Lisáról (All About Lisa)                                          | Steven Dean Moore             | John Frink                     | 2008. május 18. 2008. október 28.         | 6,11 millió  |